# Гай Гракх
Гай Гракх (на латински: C·SEMPRONIVS·TI·F·P·N·GRACCVS) е виден римски пълководец и политик.

## Биография
Син е на Тиберий Семпроний Гракх и на Корнелия (дъщеря на Сципион Африкански). Бил много по-темпераментен и талантлив от брат си Тиберий Гракх.
Гай Гракх е избран за трибун през 123 пр.н.е. Прокарва закони, целящи да сплотят римското общество срещу аристократите. Такива били:
- Хлебният закон (lex frumentaria) за продажба на хляб на ниски цени на бедните римски граждани;
- Закон за пътищата (lex viaria) за строителството на нови пътища, улесняващи контактите между дребните собственици на земя;
- Съдебен закон (lex jiudiciaria), според който в списъците за кандидат съдии освен сенатори могли да бъдат включвани и лица от конническото съсловие;
- Военният закон (lex militaris) облекчавал военната служба за бедните;
- Lex de coloniis deducendis разрешавал основаването на нови колонии в Южна Италия.

Тези закони трябвало да отслабят сенатската аристокрация и да дадат възможност на Тиберий Гракх да прокара най-важния си закон – lex de civitate sociis danda (Закон за даряване на римското гражданство на съюзниците в Италия).
За да отслаби влиянието на реформите на Гай Гракх и да повиши популярността си, Сенатът прокарва контрамерки: отменя арендата, която плащали гражданите на новораздадените земеделски участъци, а участъците били признати за отчуждаеми и предлага основаните колонии да са 12 (а не 4, както искал Гракх). Законът за съюзниците не бил приет, тъй като срещнал противодействието на по-голямата част от римляните. През 121 пр.н.е., след като законът и за основаване на колония на мястото на Картаген не бил приет, привържениците на Гракх започват протести. В избухналите безредици Сенатът обявява Гракх и съмишлениците му извън закона. Повечето от тях биват убити, а самият той се самоубива. Парите от конфискуването на имуществото им биват използвани за строителството на Храма на съгласието (на богинята Конкордия), целящ да затвърди тържеството на сенатската аристокрация.

## Семейство
Гай Гракх се жени се Лициния Краса Млада, втората дъщеря на Публий Лициний Крас (консул през 131 пр.н.е.) и Клавдия (Клодия), сестра на Апий Клавдий Пулхер (консул 143 пр.н.е.). Имат само една дъщеря Семпрония, която наследява имуществото на Гракхите.